# Paulo da Pinta
Paulo Sérgio Ladeia de Castro, mais conhecido como Paulo da Pinta (Pouso Alegre, 16 de fevereiro de 1964) é um ex-futebolista brasileiro.
Iniciou sua carreira no Guarani Futebol Clube, de Campinas, como juvenil, em 1981. Em 1982 se transferiu para o São Paulo Futebol Clube, onde atuou na equipe júnior. Em 1983 voltou à cidade de Pouso Alegre, serviu NPOR (Exército) e jogou no Pouso Alegre, equipe com a qual foi campeão sul mineiro e da Copa Antarctica do Estado de Minas Gerais, sendo o artilheiro da equipe. Foi para a Associação Portuguesa de Desportos em 1984, e retornou novamente para o Pouso Alegre FC, onde, depois de alguns anos, ajudou o clube a subir para a primeira divisão do campeonato mineiro e, em 1989, se transferiu para o Esportivo de Passos, sendo campeão do interior no Campeonato Mineiro de Futebol por esta equipe. Em 1990 de volta ao Pouso Alegre FC, foi também campeão mineiro do interior com a quarta colocação no campeonato mineiro da primeira divisão.
Foi contratado pelo Cruzeiro Esporte Clube em 1990, juntamente com o lateral Nonato, pelo qual participou da Supercopa das Libertadores e do Campeonato brasileiro do mesmo ano. Transferiu-se em 1991 para o Inter de Limeira e mais tarde para o Criciúma Esporte Clube, onde participou de mais de 300 jogos, fazendo 30 gols. Disputou também a Taça Libertadores da América de 1992, na qual o Criciúma foi 5º colocado, e conquistou pelo clube o campeonato catarinense em 1993 e 1995. Em 1998 jogou no Santa Cruz-RS e no Brasil de Pelotas, ambas no Rio Grande do Sul, encerrando sua carreira em 1999 no primeiro.
Após encerrar, assumiu a gerência de futebol profissional do Tubarão Futebol Clube em 2000. Em 2001, foi ser gerente de futebol profissional do Criciúma EC, e logo em seguida, assumiu como diretor de futebol amador do clube até 2004. Nesta mesma época, ingressou no curso de Educação Física da Universidade do Extremo Sul Catarinense - UNESC.
Voltou a residir em Pouso Alegre em 2005, onde se tornou secretário de Esportes, Lazer e Cultura do município.
Em 2017 assume a presidência do Pouso Alegre FC e passa a negociar o retorno do clube as atividades profissionais, que acontece em 2018, com o PAFC retornando ao futebol na disputa da segundona mineira, após muitos anos de ausência. O torcedor pousoalegrense e região abraçam o projeto e o PAFC tem média de quase cinco mil torcedores por partida no campeonato organizado pela FMF. Ao final da competição, estrutura o clube e inicia suas categorias de base, para assim trabalhar a formação de seus futuros atletas.

## Títulos
Criciúma
- Campeonato Catarinense: 1993, 1995